# Macrocneme guyanensis
Macrocneme guyanensis là một loài bướm đêm thuộc phân họ Arctiinae, họ Erebidae.